# Ghiacciaio Shterna
Il ghiacciaio Shterna è un ghiacciaio lungo circa 3,6 km e largo 2,2, situato sull'isola Liège, una delle isole dell'arcipelago Palmer, al largo della costa nord-occidentale della Terra di Graham, in Antartide. In particolare, il ghiacciaio, sito a nord-est del ghiacciaio Sigmen, fluisce verso nord a partire dal versante settentrionale dei monti Brugmann, fino a entrare nella baia di Boisguehenneuc, nella parte settentrionale dell'isola.

## Storia
Il ghiacciaio Shterna è stato mappato nel 1978 da cartografi del British Antarctic Survey ma è stato così battezzato solo nel 2013 dalla Commissione bulgara per i toponimi antartici in onore del villaggio di Shterna, nella Bulgaria meridionale.